# Sovjetunionen i olympiska vinterspelen 1972
Sovjetunionen deltog med 78 idrottare i olympiska vinterspelen 1972 i Sapporo. Totalt vann de åtta guldmedaljer, fem silvermedaljer och tre bronsmedaljer.

## Medaljer

### Guld
- Ishockey
  - Herrar: Sovjetunionens herrlandslag i ishockey
- Konståkning
  - Par: Irina Rodnina, Aleksej Ulanov
- Längdskidåkning
  - 30 km herrar: Vjatjeslav Vedenin
  - 4x10 km stafett herrar: Vladimir Voronkov, Jurij Skobov, Fjodor Simasjov, Vjatjeslav Vedenin
  - 5 km damer: Galina Kulakova
  - 10 km damer: Galina Kulakova
  - 3x5 km stafett damer: Ljubov Muchatjova, Alevtina Oljunina, Galina Kulakova
- Skidskytte
  - 4x7,5 km stafett herrar: Aleksandr Tichonov, Rinnat Safin, Ivan Bjakov, Viktor Mamatov

### Silver
- Hastighetsåkning på skridskor
  - 500 m damer: Vera Krasnova
- Konståkning
  - Herrar: Sergej Tjetveruchin
  - Par: Ljudmila Smirnova, Andrej Suraikin
- Längdskidåkning
  - 15 km herrar: Fjodor Simasjov
  - 10 km damer: Alevtina Oljunina

### Brons
- Hastighetsåkning på skridskor
  - 500 m damer: Ljudmila Titova
  - 500 m herrar: Valerij Muratov
- Längdskidåkning
  - 50 km herrar: Vjatjeslav Vedenin